# Jaka Hvala
Jaka Hvala (Tolmino, 15 luglio 1993) è un saltatore con gli sci sloveno.

## Biografia
Nato a Paniqua di Tolmino, in Coppa del Mondo ha esordito il 20 gennaio 2012 a Zakopane (29°), ha ottenuto il primo podio il 30 novembre 2012 a Kuusamo (3°) e la prima vittoria l'11 gennaio 2013 a Zakopane.
In carriera ha partecipato a un'edizione dei Campionati mondiali di sci nordico, Val di Fiemme 2013 (6° nella gara a squadre dal trampolino lungo il miglior risultato).

## Palmarès

### Mondiali juniores
- 4 medaglie:
  - 2 ori (trampolino normale, gara a squadre a Liberec 2013)
  - 1 argento (trampolino normale a Erzurum 2012)
  - 1 bronzo (gara a squadre dal trampolino normale a Hinterzarten 2010)

### Coppa del Mondo
- Miglior piazzamento in classifica generale: 16º nel 2013
- 6 podi (1 individuale, 5 a squadre):
  - 4 vittorie (1 individuale, 3 a squadre)
  - 2 terzi posti (a squadre)

#### Coppa del Mondo - vittorie
| Data             | Località    | Nazione  | Trampolino                                                           |
| ---------------- | ----------- | -------- | -------------------------------------------------------------------- |
| 11 gennaio 2013  | Zakopane    | Polonia  | Wielka Krokiew HS134 (con Jurij Tepeš, Robert Kranjec e Peter Prevc) |
| 9 febbraio 2013  | Willingen   | Germania | Mühlenkopf HS145 (con Jurij Tepeš, Peter Prevc e Robert Kranjec)     |
| 13 febbraio 2013 | Klingenthal | Germania | Vogtland Arena HS140                                                 |
| 23 novembre 2013 | Klingenthal | Germania | Vogtland Arena HS140 (con Jurij Tepeš, Robert Kranjec e Peter Prevc) |